# Vois comme c'est beau
Vois comme c'est beau è un singolo tratto dall'album della cantante canadese Claudette Dion, Hymnes à l'amour: Volume 2. La canzone è un duetto registrato insieme a  Céline Dion, sorella minore di Claudette. Il brano fu pubblicato nel 1985 in Canada. Vois comme c'est beau non è mai apparso in un album di Céline Dion.

## Formati e tracce
LP Singolo 7'' (Canada)
1. Vois comme c'est beau (feat. Céline Dion) – 3:26 (Martin Pelletier)
2. Un enfant c'est comme ça – 3:57 (J. Albertini, O. Toussaint, S. Garcia)